# Май 2022 года

Список событий мая 2022 года.

## События
- 1 мая
  - В Армении прошли многотысячные митинги против уступок по Карабаху[1][2].
  - В центре Парижа на первомайской демонстрации вспыхнули беспорядки, французские силовики задержали 45 человек; в ходе согласованной демонстрации часть её участников начали крушить витрины магазинов и офисов, после чего и вмешалась полиция[3].
  - Глава гвинейской военной хунты Мамади Думбуя объявил, что страна перейдёт к гражданскому правлению в течение 39 месяцев. Это произошло на фоне растущего недовольства населения и угрозы санкций[4][5].
- 3 мая — японская иена рекордно упала до уровня 2002 года. Среди причин: инвесторы предпочитают покупать американские облигации, рост стоимости импорта заставляет компании тратить больше иен, границы закрыты для туристов — потенциальных покупателей валюты[6].
- 4 мая
  - В Пекине с 4 мая закрыты 64 станции метрополитена из-за вспышки коронавируса COVID-19 в городе, которая началась с конца апреля; сначала было сообщено о закрытии 44 станций, потом их выросло ещё на 20, всего в пекинском метро 459 станций[7].
  - Сразу в нескольких районах России введён режим ЧС из-за лесных пожаров; природными пожарами охвачено более 22 тысяч гектаров территории[8].
  - С помощью 3D-сканирования[англ.] в США обнаружены самые большие из известных на сегодня наскальных изображений, созданных индейцами[9].
- 5 мая
  - Ирландская республиканская партия Шинн Фейн впервые в истории заняла первое место на выборах[англ.] в Ассамблею Северной Ирландии. Шинн Фейн получила 27 из 90 мест в Ассамблее, второе место заняла Демократическая юнионистская партия (25 мест)[10].
  - Всемирная организация здравоохранения оценила общее число погибших от пандемии COVID-19 в 2020 и 2021 годах в 15 миллионов человек[11][12].
- 6 мая — в Стамбуле произошёл взрыв на судне, стоявшем около верфи, по предварительным данным, пострадали 5 человек[13].
- 7 мая
  - 148-е Дерби в Кентукки: победу сенсационно одержал Rich Strike под седлом венесуэльского жокея Сонни Леона[англ.]. Ставки на Rich Strike до дерби принимались как 80 к 1[14].
  - Из-за штормового ветра, способствовавшего распространению масштабных лесных пожаров, в Красноярском крае введён режим чрезвычайной ситуации[15][16].
  - В Кузбассе из-за природных пожаров погибли 4 человек, в нескольких посёлках Тяжинского округа сгорели 143 дома[17].
- 8 мая
  - В Турине стартовал международный музыкальный конкурс Евровидение-2022[18].
  - 19-летний испанский теннисист Карлос Алькарас выиграл турнир ATP Masters 1000 в Мадриде, разгромив в финале Александра Зверева (6-3 6-1)[19].
- 9 мая
  - Бывший премьер-министр Франции Франсуа Фийон приговорён Апелляционным судом Парижа к четырём годам лишения свободы, в том числе к году в тюрьме, и штрафу в размере 375 тыс. евро по делу о хищении государственных средств и фиктивном трудоустройстве его жены Пенелопы[20].
  - Президент США Джо Байден подписал закон о ленд-лизе для Украины[21].
  - Работа видеохостинга Рутуб была нарушена в результате хакерской атаки[22]. Сайт возобновил работу только спустя 2 дня[23].
  - На Филиппинах прошли выборы президента, вице-президента и парламента[англ.]. На президентских выборах победу одержал Бонгбонг Маркос, а на выборах вице-президента — Сара Дутерте, дочь действовавшего президента Родриго Дутерте[24][25].
- 10 мая
  - Шанхайский метрополитен окончательно прекратил работу из-за вспышки COVID-19; метро в городе закрыто на неопределённый срок с 13-00 10 мая 2022 года[26].
  - Сейм Литвы признал Россию «государством, поддерживающим и осуществляющим терроризм», а российское вторжение в Украину — актом геноцида украинского народа[27].
- 11 мая — археологи РАН обнаружили в Карачаево-Черкесии средневековое поселение VIII—XIII вв. площадью свыше 40 га, являющееся самой большой археологической площадкой в этом регионе; учёные предполагают, что поселение могло быть столицей кобанской культуры[28].
- 12 мая
  - В Словении произошёл взрыв на химзаводе Melamin в Кочевье, пострадали 20 человек; местным жителям было рекомендовано не открывать окна и не покидать дома после происшествия[29].
  - В Китае самолёт авиакомпании Tibet Airlines со 122 пассажирами на борту выкатился за пределы взлётно-посадочной полосы аэропорта Чунцин, после чего загорелся; известно, что среди находившихся на борту пассажиров есть пострадавшие[30].
  - На Шри-Ланке новым премьер-министром назначен Ранил Викрамасингхе, ранее занимавший данный пост пять раз[31].
- 13 мая
  - Смерть президента ОАЭ Халифы ибн Заид Аль Нахайяна; в стране объявлен 40-дневный траур[32].
  - В результате пожара в офисном здании в Западном Дели погибло не менее 27 человек[33].
  - Президент Южной Осетии Анатолий Бибилов назначил референдум по вопросу об объединении с Россией на 17 июля 2022 года[34].
  - В Финляндии начался чемпионат мира по хоккею с шайбой[35].
- 14 мая
  - Женская сборная Республики Корея по бадминтону второй раз в истории выиграла Кубок Убер, проходивший в Таиланде[36].
  - 34-летний сербский теннисист Новак Джокович выиграл 1000-й матч в карьере на уровне ATP, ранее этого добивались 4 игрока[37].
  - В американском Буффало (штат Нью-Йорк) в результате стрельбы в супермаркете погибли 10 человек, ещё 3 ранены; стрелок задержан на месте[38].
  - На конкурсе «Евровидение» с песней «Stefania» одержала победу представлявшая Украину рэп-группа Kalush Orchestra[39].
- 15 мая
  - Коалиция во главе с движением «Хезболла» утратила парламентское большинство по итогам всеобщих выборов[англ.] в Ливане[40].
  - Хасан Шейх Махмуд избран президентом Сомали, опередив на выборах действующего президента Мохамеда Абдуллахи Мохамеда. Ранее Хасан Шейх Махмуд занимал пост президента страны в 2012—2017 годах[41].
  - Польская теннисистка Ига Свёнтек выиграла турнир серии WTA 1000 в Риме и довела свою победную серию до 28 матчей[42].
  - Мужская сборная Индии по бадминтону впервые в истории выиграла Кубок Томаса, обыграв в финале в Таиланде команду Индонезии[43].
  - В Швейцарии прошли референдумы по трём вопросам: поправкам к закону о киноиндустрии и киноискусстве, предусматривающим введение налога на стриминговые сервисы в пользу местных производителей аудио- и аудиовизуальной продукции и требующим, чтобы не менее 30 % стримингового контента, доступного в Швейцарии, было произведено в Европе[44]; поправкам к закону о трансплантации органов, тканей и клеток, предполагающим введение презумпции согласия на донорство органов умершего, если при жизни он явно не выразил отказ от органного донорства[45]; и предложению об увеличении взносов Швейцарии в бюджет Европейского агентства пограничной и береговой охраны Frontex[46]. Все вынесенные на референдум вопросы были одобрены большинством граждан.
- 16 мая
  - Первый за шесть лет коммерческий рейс из йеменского аэропорта Сана: самолёт авиакомпании Yemenia совершил полёт в иорданский Амман с 151 пассажиром на борту[47].
  - В таджикистанском Хороге при разгоне протестной акции были ранены по меньшей мере три человека; силовики для разгона протестующих использовали слезоточивый газ и резиновые пули[48].
  - Элизабет Борн стала второй в истории женщиной во главе правительства Франции[49].
  - В Москве состоялась встреча лидеров стран ОДКБ — России, Белоруссии, Армении, Казахстана, Киргизии и Таджикистана[50].
  - В Перу при падении пассажирского автобуса в пропасть погибли 11 человек, ещё 35 получили травмы[51].

- 17 мая
  - Елизавета II открыла названную в её честь линию[англ.] лондонского Crossrail[52].
  - Парламент Финляндии выступил за подачу заявки на членство в НАТО. «За» проголосовали 188 депутатов из 200, восемь — против, трое отсутствовали. В тот же день заявка была подана[53].
  - Швеция официально подала заявку на членство в НАТО[54].
  - Президент Гвинеи-Бисау Умару Сисоку Эмбало распустил Национальное народное собрание и назначил парламентские выборы на 18 декабря[55].

- 18 мая
  - На концерте в Уфе музыкант Юрий Шевчук сделал антивоенное заявление, в котором, в частности, сказал: «Родина, друзья, — это не жопа президента, которую надо все время мусолить, целовать». После концерта в гримерку Шевчука пришла полиция и составила на него протокол об административном нарушении[56].
  - В плей-офф Кубка Стэнли сыгран самый результативный матч за последние 29 лет: «Калгари Флэймз» победили «Эдмонтон Ойлерз» со счётом 9:6[57].
  - Палеоантропологи впервые обнаружили останки денисовского человека за пределами пещер Денисовой и Байшия[58].
  - Протесты в Горном Бадахшане: в Горном Бадахшане в результате нападения на автоколонну ГКНБ Таджикистана погиб один офицер и 8 атаковавших, более 70 боевиков задержаны[59].
  - Немецкий футбольный клуб «Айнтрахт Франкфурт» выиграл Лигу Европы УЕФА, победив в финале шотландский «Рейнджерс» в серии послематчевых пенальти[60].
- 19 мая — в немецком Бремерхафене в средней школе Lloyd произошла стрельба, в результате которой серьёзно ранен один человек[61].

- 20 мая — президент Казахстана Касым-Жомарт Токаев начал реформу Комитета национальной безопасности страны[62].

- 21 мая
  - Турецкий «Анадолу Эфес» второй раз подряд выиграл баскетбольную Евролигу, победив в финале «Реал Мадрид»[63].
  - В результате крупного ДТП на узбекско-киргизской границе погибли 9 человек (1 гражданин Узбекистана и 8 граждан Киргизии)[64].
  - В американском штате Мичиган из-за торнадо 1 человек погиб и свыше 40 человек пострадали; торнадо прошёл через густонаселённый район города Гейлорд[65].
  - В Москве прошла крупнейшая российская выставка вертолётной индустрии с международным статусом HeliRussia-2022[66].
  - Оппозиционная левоцентристская Австралийская лейбористская партия победила на парламентских выборах, получив не менее 73 из 151 места в Палате представителей[67].

- 22 мая
  - В Давосе начался очередной Всемирный экономический форум. Российская делегация не участвует в мероприятии впервые за 35 лет[68].
  - Не менее 30 человек погибли в нигерийском штате Борно в результате нападения боевиков из террористической группировки «Исламское государство в Западной Африке»[69][70]
  - «Манчестер Сити» восьмой раз стал чемпионом Англии по футболу[71].
  - «Милан» под руководством Стефано Пиоли 19-й раз в истории стал чемпионом Италии по футболу[72].
  - Саудовская авиакомпания flyadeal[англ.] впервые в истории страны выполнила рейс с полностью женским экипажем, большинство членов которого являются гражданками королевства[73].
  - Протесты в Горном Бадахшане: в Хороге убит один из неформальных лидеров Горно-Бадахшанской автономной области Таджикистана Мамадбокир Мамадбокиров[74].
  - Не менее 7 человек погибли в результате пожара на судне у побережья Филиппин. Всего на борту находились 134 человека[75].

- 23 мая
  - С 23 по 30 мая в Ереване (Армения) проходит 44-й чемпионат Европы по боксу[76].
  - Вторжение России на Украину: суд в Киеве приговорил российского сержанта Вадима Шишимарина к пожизненному заключению за убийство украинского мирного жителя. Это первый известный случай осуждения российского военного с начала конфликта[77].
  - В иранском городе Абадан обрушилось 10-этажное офисное здание, погибли 11 человек, десятки пострадали[78][79].
  - В Бельгии ввели трёхнедельный карантин для заболевших оспой обезьян[80].
  - Россия отозвала заявку на проведение Экспо-2030[81].
  - Новым премьер-министром Австралии стал Энтони Албаниз, лидер победившей на парламентских выборах Австралийской лейбористской партии[82].
- 24 мая
  - В результате стрельбы в начальной школе в Техасе погибли 19 детей и два учителя. Стрелок убит[83].
  - В результате перестрелки между полицией и группировкой «Красная команда» в фавелах Рио-де-Жанейро погибло не менее 21 человека[84].
  - Премьер-министр Венгрии Виктор Орбан объявил о введении в стране чрезвычайного положения с 25 мая[85].
  - В Молдавии бывший президент страны Игорь Додон задержан на 72 часа в рамках дела, возбуждённого по четырём статьям Уголовного кодекса республики, в том числе о государственной измене[86].
  - В иранской провинции Исфахан во время учебного полёта потерпел крушение истребитель F-16, пилоты погибли[87].

- 25 мая
  - В Сенегале объявлен трёхдневный траур после гибели в пожаре в больнице в Тивауане 11 новорождённых[88]. На следующий день президент страны Маки Саль уволил министра здравоохранения[89].
  - Итальянский футбольный клуб «Рома» выиграл первый в истории розыгрыш Лиги конференций УЕФА, победив в финале нидерландский «Фейеноорд»[90].
  - Аргентинские палеонтологи сообщили об обнаружении останков гигантского птерозавра; находка получила неофициальное название «Дракон смерти», размах крыльев древнего крылатого ящера составлял около девяти метров[91].

- 26 мая
  - Последний раз вышло в эфир «Шоу Эллен Дедженерес», появившееся в 2003 году[92].
  - Немецкий форвард клуба НХЛ «Эдмонтон Ойлерз» Леон Драйзайтль набрал 17 очков (2+15) в пяти матчах серии плей-офф против «Калгари Флэймз» (4-1). Это рекорд по очкам в истории лиги для серий из пяти матчей и абсолютный рекорд по передачам для одной серии[93].
  - В четвертьфинале чемпионата мира по хоккею сборная Канады обыграла команду Швеции, уступая 1:3 за две минуты до конца третьего периода. Победная шайба была заброшена на первой минуте овертайма[94].
  - Власти Ирана с 25 мая отменили обязательную сдачу ПЦР-теста для привитых против коронавируса иностранных граждан, въезжающих в страну[95].

- 27 мая
  - Правительство Болгарии приняло план по переходу на евро с 1 января 2024 года, валюта заменит болгарский лев[96].
  - Вторжение России на Украину: Украинская православная церковь Московского патриархата объявила о своей «полной самостоятельности и независимости» от Русской православной церкви. В УПЦ МП осудили военные действия на Украине и позицию патриарха Кирилла по поводу конфликта[97].
  - Индийская писательница Гитанджали Шри получила Международную Букеровскую премию за роман «Могила из песка» (англ. Tomb of sand), написанный на хинди и переведённый на английский американкой Дейзи Рокуэлл, которая разделила премию с автором[98].
  - Чемпионат мира по хоккею с шайбой 2023 года пройдёт в Финляндии и Латвии. Ранее в 2022 году турнир был перенесён из России[99].
- 28 мая
  - «Реал Мадрид» в 14-й раз в истории выиграл Лигу чемпионов УЕФА, победив в финале «Ливерпуль» со счётом 1:0, нанеся за весь матч один удар в створ. Начало матча на стадионе «Стад де Франс» в пригороде Парижа было задержано на 35 минут из-за беспорядков, полиция была вынуждена применить слезоточивый газ для разгона болельщиков, проникших на трибуны по поддельным билетам[100].
  - Завершился Каннский кинофестиваль. «Золотая пальмовая ветвь» досталась фильму Рубена Эстлунда «Треугольник печали». Гран-при удостоены фильмы «Близко» и «Звёзды в полдень». Лучший режиссёр — Пак Чхан Ук («Решение уйти»), лучшая актриса — Захра Амир Эбрахими («Священный паук»), лучший актёр — Сон Кан Хо («Брокер»)[101].
  - Вторжение России на Украину: войска РФ взяли под контроль Лиман в Донецкой области[102].
  - В Нигерии свыше 30 человек погибли в давке, возникшей на церковном мероприятии в городе Порт-Харкорт[103].
  - В России официально внесли во Всероссийский список видов спорта киберспортивную дисциплину «Тактический трёхмерный бой»; это делает официально признанным спортом такие компьютерные игры, как Counter-Strike и Overwatch[104].

- 29 мая
  - Шведский автогонщик Маркус Эрикссон из команды Chip Ganassi Racing выиграл «500 миль Индианаполиса»[105].
  - Вальттери Фильппула после победы на чемпионате мира стал первым финским хоккеистом, вошедшим в «Тройной золотой клуб»[106].
  - Фанаты французского футбольного клуба «Сент-Этьен» устроили массовые беспорядки на стадионе «Жоффруа Гишар» после вылета команды из высшего дивизиона чемпионата Франции[107].
  - В Непале исчез пассажирский самолёт De Havilland Canada DHC-6 Twin Otter. На борту находились 22 человека (19 пассажиров и 3 члена экипажа), их судьба остаётся неизвестной[108][109].

- 30 мая
  - Вторжение России на Украину: президент Турции Реджеп Эрдоган предложил президенту России Владимиру Путину провести в Стамбуле переговоры с участием России, Украины и ООН[110].
  - Завершена сделка по продаже футбольного клуба «Челси» Романом Абрамовичем консорциуму из нескольких бизнесменов. Абрамович владел «Челси» с 2003 года[111].
  - Бывший министр обороны Австралии Питер Даттон избран лидером Либеральной партии Австралии, а также стал лидером оппозиции[112].

- 31 мая
  - Вторжение России на Украину: Государственный департамент США исключил поставки Украине ракет дальнего действия, которые позволят ей атаковать цели в глубине территории России[113].
  - Протесты в Горном Бадахшане: МВД Таджикистана сообщило о смерти пятерых жителей ГБАО, который были объявлены «членами организованной преступной и террористической группы»[114].
  - В Ираке учёные нашли останки древнего города возрастом около 3400 лет; предположительно, обнаруженный город мог входить в государство Митанни[115].
  - У западного побережья Австралии в заливе Шарк найден самый крупный живой организм из известных науке — растение морской травы посидония (вид Posidonia australis[англ.]), которое раскинулось на 180 километров[116][117][118][119].